# Moldova Orientală

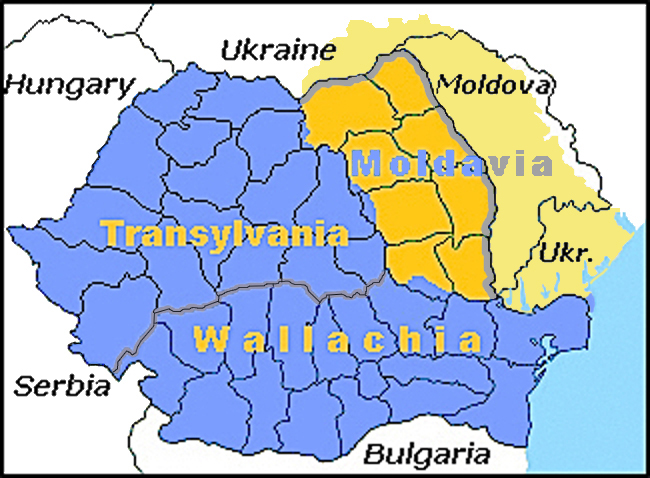
Regiunea istorică și geografică Moldova, cu entitățile administrative moderne (anul 2000) suprapuse: Moldova Orientală inclusă fostei URSS apare într-un galben mai deschis.

Moldova Orientală sau de Est este un areal geografic din Moldova situat între râul Prut și fluviul Nistru, în estul teritoriului inițial deținut de către vechiul Principat al Moldovei medievale (aflat între Carpații Orientali și Nistru). Conceptul a început să se contureze în urma Tratatului de la București din 1812, prin care arealul Principatului Moldovei a fost redus la o zonă geografică cuprinzând cea mai mare parte din Moldova Occidentală, în timp ce partea orientală a fost atribuită Imperiului Rus devenind o provincie denumită atunci Basarabia (succesiv krai în 1812, oblast în 1828 apoi gubernie în 1871).

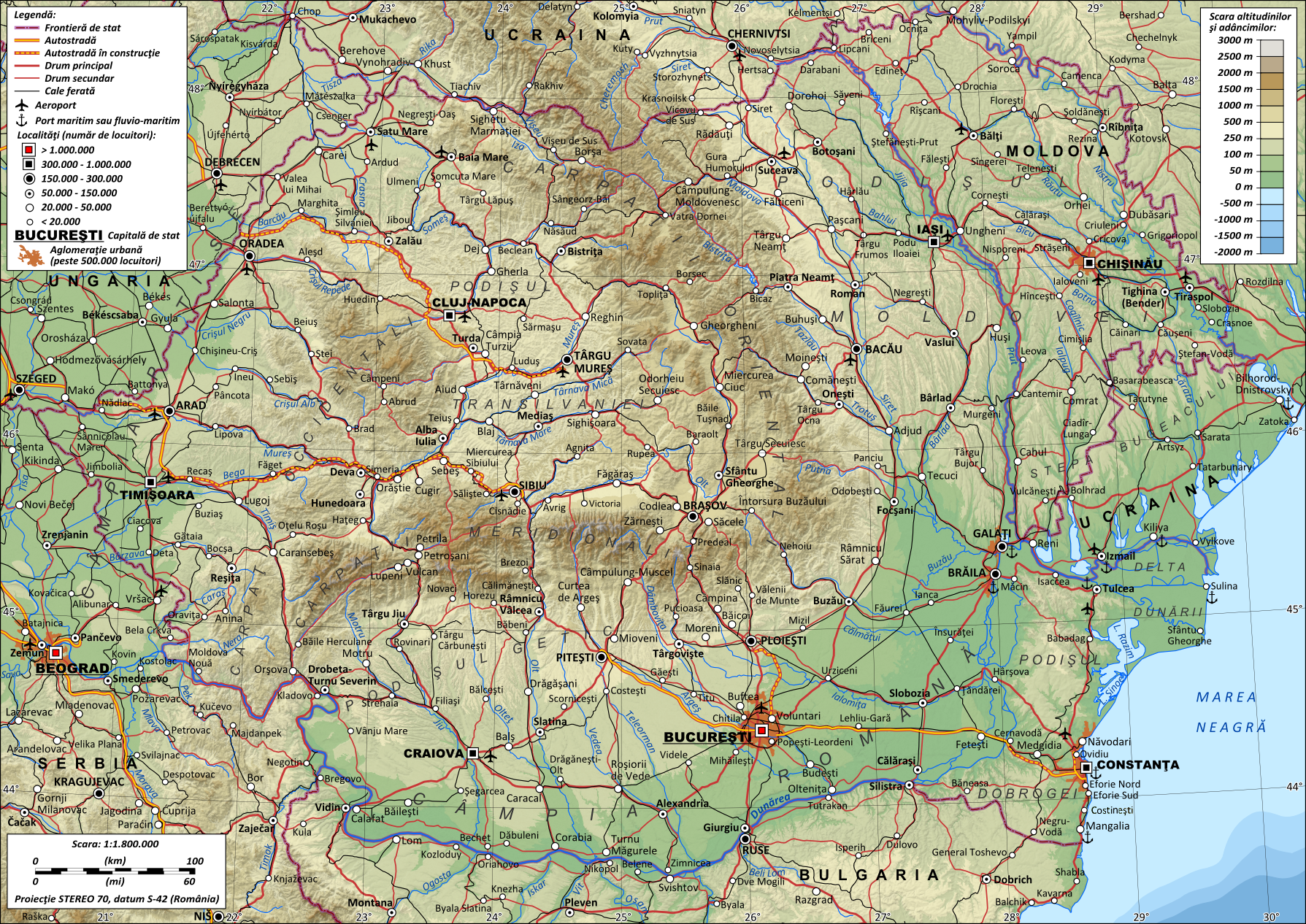
Arealul geografic al Moldovei Orientale, situat între Prut și Nistru (Harta României)

Judeţele interbelice ale Regatului României. Cu portocaliu sunt figurate cele din „Basarabia”.

Arealul corespunde actualmente în nord (în cea mai mare parte) și centru cu teritoriul Republicii Moldova, iar în sud cu teritoriul regiunii Odesa din Ucraina. Restul teritoriului (periferia extrem nordică și extrem vestică ce au aparținut județului interbelic Hotin) este actual încorporat Regiunii Cernăuți din Ucraina.